# Verpillières
Verpillières település Franciaországban, Somme megyében. Lakosainak száma 167 fő (2022. január 1.). Verpillières Amy, Avricourt, Beuvraignes, Roiglise és Roye községekkel határos.

## Népesség
A település népessége az elmúlt években az alábbi módon változott:
| Lakosok száma | 157  | 151  | 161  | 165  | 172  | 169  | 168  | 167  | 167  |
|               | 2013 | 2015 | 2016 | 2017 | 2018 | 2019 | 2020 | 2021 | 2022 |